# Bell YAH-63
El Bell 409, llamado YAH-63 según la designación de las Fuerzas Armadas de los Estados Unidos, fue un prototipo de helicóptero de ataque creado por Bell Helicopter para pugnar en la competición "Helicóptero de Ataque Avanzado" (en inglés: AAH o Advanced Attack Helicopter) del Ejército de los Estados Unidos.
El YAH-63 fue cancelado al ganar la competición el Hughes Model 77/YAH-64, posteriormente desarrollado en el AH-64 Apache.

## Diseño y desarrollo
Las características distintivas del Bell 409 incluyen un tren de aterrizaje de ruedas en configuración triciclo; cristales planos de las ventanas de la cabina; una inusual cola en T; una gran aleta ventral; y un cañón automático de tipo Gatling GE XM-188 de tres tubos de 30 mm. Una característica menos perceptible era que el piloto ocupaba el asiento delantero en lugar del trasero, disposición contraria a la del AH-1 Cobra. Esto se consideró más prudente, ya que el YAH-63 tenía la intención de volar "a la altura de las copas de los árboles", operaciones más formalmente llamadas nap of earth (NoE), y el piloto necesitaba tener una clara visión del entorno. El eje del rotor principal del YAH-63 podía reducirse y el tren de aterrizaje podía plegarse para reducir la altura de la aeronave durante su transporte.
El primer prototipo del YAH-63 (n.º de serie 73-22246) realizó su primer vuelo el 1 de octubre de 1975. Este helicóptero se estrelló en junio de 1976, pero un prototipo de pruebas estáticas fue evolucionado al estándar de vuelo y, junto con el segundo prototipo (73-22247), comenzó la carrera contra la propuesta de Hughes, el Model 77 (YAH-64).
En diciembre de 1976 fue elegido el YAH-64, y desarrollado en la versión de producción AH-64 Apache. El Ejército consideró que el rotor bipala del YAH-63 era más vulnerable a los daños que el rotor de cuatro palas del Apache, y no gustó el tren de aterrizaje de configuración triciclo del YAH-63, parecía ser menos estable que la configuración con rueda de cola del Apache. Algunos observadores también sospecharon que el Ejército no quería desviar a Bell de la producción del AH-1. Bell haría uso de su experiencia con el motor T700 para desarrollar el diseño AH-1T+ y posteriormente el AH-1W SuperCobra equipado con esos motores.

## Operadores
Estados Unidos
- Ejército de los Estados Unidos

## Especificaciones (YAH-63)
Referencia datos: The International Directory of Military Aircraft, 2002-2003

### Características generales
- Tripulación: 2 (piloto y copiloto/artillero)
- Longitud: 13,6 m
- Diámetro rotor principal: 14,6 m
- Altura: 4,1 m
- Área circular: 168,1 m²
- Peso vacío: 2993 kg
- Peso máximo al despegue: 4500 kg
- Planta motriz: 2× turboeje General Electric T700.
  - Potencia: 1300 kW (1680 hp) cada uno.
- Hélices: rotor principal y rotor de cola ambos de 2 palas

### Rendimiento
- Velocidad máxima operativa (Vno): 338 km/h
- Alcance: 587 km
- Techo de vuelo: 3720 m (12 200 pies)
- Régimen de ascenso: 8,2 m/s (1620 pies/min)

### Armamento
- Cañones: 

  - 1x XM188 de 30 mm de tres cañones rotativos
- Cohetes: 

  - 14 cohetes de 70 mm montados en lanzadores M
- Misiles: 

  - 4× u 8× misil antitanque TOW

### Desarrollos relacionados
- AH-1 Cobra
- AH-1 SuperCobra
- Bell 309 KingCobra

### Aeronaves similares
- AH-64 Apache

### Secuencias de designación
- Secuencia Numérica (interna de Bell): ← 309 - 400 - 407 - 409 - 412 - 417 - 427 →
- Secuencia _H-_ (Helicópteros estadounidenses, 1962-presente): ← UH-60/SH-60/HH-60/MH-60 - YUH-61 - XCH-62 - YAH-63 - AH-64 - HH-65 - RAH-66 →

### Listas relacionadas
- Anexo:Aeronaves de la Fuerza Aérea de los Estados Unidos (históricas y actuales)